# 그레이 데이먼
그레이 데이먼(Grey Damon, 1987년 9월 24일 ~ )는 미국의 배우이다.

## 출연 작품

### 영화
- 퍼시 잭슨과 괴물의 바다 (2013)
- 올드보이 (2013)
- 포제션 오브 한나 그레이스 (2018)

### 텔레비전
- 90210 (2009)
- 그릭 (2010)
- 내가 널 사랑할 수 없는 10가지 이유 (2010)
- 트루 블러드 (2010)
- 프라이데이 나이트 라이츠 (2010-11)
- 더 나인 라이브즈 오브 클로이 킹 (2011)
- 시크릿 서클 (2012)
- 아메리칸 호러 스토리: 마녀 집회 (2013)
- 트위스티드 (2013-14)
- 스타 크로스드 (2014)
- 아쿠아리우스 (2015-16)
- 플래시 (2016-17)
- 더 매지션스 (2017)
- 스테이션 19 (2018-현재)
- 그레이 아나토미 (2019-21)